# Krigsåret 1968

## Pågående krig
- Inbördeskriget i Tchad (1966-1988)

- Vietnamkriget (1959-1975)[1]
  - Sydvietnam och USA på ena sidan
  - Nordvietnam på andra sidan

## Händelser

### Januari
- 21 - Nordvietnam börjar slaget om Khe Sanh
- 31 - Têt-offensiven vid det vietnamesiska nyåret

### Mars
- 16 - William Calleys kompani begår My Lai-massakern nära Song My.

### Oktober
- 11 - Vid en militärkupp i Panama störtas den nyvalde presidenten Arnulfo Arias.[2]

## Döda
- 23 augusti - Oiva Olenius, finsk infanterigeneral.